# Hannsjörg Kowark
Hannsjörg Kowark (* 3. August 1951 in Stuttgart; † 14. Juni 2018 in Freiburg im Breisgau) war ein deutscher Historiker und Bibliothekar. Von 1999 bis 2018 leitete er die Württembergische Landesbibliothek in Stuttgart.

## Leben
Nach dem Besuch des Gymnasiums in Stuttgart und dem Abitur im Reuchlin-Gymnasium in Pforzheim ging Hannsjörg Kowark zur Bundeswehr, die er als Leutnant zur See der Reserve verließ. Ab 1970 studierte er Geschichte und Germanistik an den Universitäten in Paris, anschließend in Stuttgart, wo er 1978 über Die Französische Marinepolitik 1919–1924 und die Washingtoner Konferenz promovierte. Von 1978 bis 1980 absolvierte er seine Ausbildung zum wissenschaftlichen Bibliotheksdienst in der Universitätsbibliothek Tübingen und im Bibliothekar-Lehrinstitut des Landes Nordrhein-Westfalen in Köln. Seine Abschlussarbeit verfasste er über Georg Leyh, der die Tübinger Universitätsbibliothek von 1921 bis 1947 geleitet hatte.
Nach der bibliothekarischen Ausbildung wechselte Hannsjörg Kowark im April 1980 an die Universitätsbibliothek Freiburg und war dort als Leiter der Fachbereichsbibliothek Geographie und Völkerkunde sowie anschließend im Schwerpunkt Neue Medien tätig. 1984 wurde er zum Leiter der Benutzerabteilung, 1991 zum Erwerbungsleiter und 1994 zum stellvertretenden Direktor ernannt. Er verließ Freiburg 1999 und wechselte an die Württembergische Landesbibliothek, die er bis zu seinem Tode 2018 leitete.
Hannsjörg Kowark war verheiratet und hatte drei Söhne sowie eine Tochter.

## Wirken
Bei seinen Arbeiten zur Marinegeschichte legte Hannsjörg Kowark den Schwerpunkt auf französische Marinegeschichte, zu der er 1998 mit dem Titel Das Ende der französischen Flotte im Zweiten Weltkrieg. Toulon 1940–1944 eine im deutschsprachigen Raum grundlegende Arbeit zur Selbstversenkung der französischen Flotte 1942 verfasste.
In Freiburg rückte die Tätigkeit als Bibliothekar stärker in den Vordergrund, die weniger Zeit für die historische Forschung ließ. Seit Übernahme der Leitung der Württembergischen Landesbibliothek trat die Förderung und Weiterentwicklung dieses Hauses in den Mittelpunkt seiner Arbeit. Schwerpunkte hier waren der Übergang der Bibliothek ins digitale Zeitalter einschließlich Modernisierung der IT, Digitalisierungswerkstatt, Multimediaarbeitsplätzen und als zweiten Schwerpunkt beginnend mit den ersten Planungen ab 2004 die räumliche Erweiterung der Landesbibliothek unter anderem mit zusätzlichem Platz für Bücher, neuen Benutzerarbeitsplätzen – vor allem Gruppenarbeits- und Multimediaplätze – und die verstärkte Umstellung von der Magazinausleihe zur Freihandausleihe.
Neben seiner beruflichen Tätigkeit in den Bibliotheken war Hannsjörg Kowark Mitglied der Internationalen Kommission für Militärgeschichte und langjähriger Mitarbeiter der Marine-Rundschau, bei der er das Fachreferat für die Auslandsmarinen leitete und selbst insbesondere zur französischen Marinegeschichte publizierte.
Er engagierte er sich in der Kommission für geschichtliche Landeskunde in Baden-Württemberg und im Beirat der Stiftung Kulturgut Baden-Württemberg. Weiterhin unterstützte und förderte er die internationale Zusammenarbeit mit den National- und Universitätsbibliothek Straßburg sowie der National- und Universitätsbibliothek Zagreb. Für Veranstaltungen in der Landeshauptstadt Stuttgart öffnete er die Württembergische Landesbibliothek und beteiligte sich mit dem Haus etwa an Landesgartenschauen oder der Nacht der Museen und unterstützte den Antiquaria-Preis zur Förderung der Buchkultur als Jurymitglied.

## Publikationen von Hannsjörg Kowark (Auswahl)
- Die Französische Marinepolitik 1919–1924 und die Washingtoner Konferenz. Hochschulverlag, Stuttgart 1978, ISBN 3-8107-2022-4.
- ‘Amoco-Cadiz‘: Ursachen und Folgen der bisher größten Ölkatastrophe. In: Marine-Rundschau. Jg. 75, 1978, S. 460–463.
- Stapellauf des ersten französischen GFK-Minenjägers ‚Eridan‘. In: Marine-Rundschau. Jg. 76, 1979, S. 450–452.
- Die neuen Lenkwaffenfregatten der belgischen Marine. In: Marine-Rundschau. Jg. 77, 1980, S. 262–269.
- Georg Leyh und die Universitätsbibliothek Tübingen (1921–1947). Mohr Siebeck Verlag, Tübingen 1981, ISBN 3-16-444071-5.
- Frankreichs U-Jagd-Zerstörer vom Typ ‚Georges Leygues‘. In: Marine-Rundschau. Jg. 78, 1981, S. 537–543.
- An Bord der ‚Niedersachsen‘. In: Marine-Rundschau. Jg. 80, 1983, S. 325–327.
- Consilium: Festschrift für Erich Will zum 65. Geburtstag. Hrsg. von Hannsjörg Kowark. Verlag der Universitätsbibliothek Freiburg, Freiburg 1984.
- Methoden der Bestandsevaluierung: Auswertung der passiven Fernleihe. In: Bibliotheksdienst. Jg. 29, 1995, S. 1955–1959.
- Medizinische Zeitschriften in der Fernleihe. Eine Untersuchung der UB Freiburg. In: Bibliotheksdienst. Heft 1, 1997. (Online-Version).
- Das Ende der französischen Flotte im Zweiten Weltkrieg. Toulon 1940–1944. E. S. Mittler & Sohn, Hamburg 1998, ISBN 3-8132-0548-7.
- Antrittsrede des neuen Direktors anlässlich der Amtseinführung am 22.6.1999. In: WLBforum, Jg. 1 (1999), Heft 1, S. 1ff. (doi:10.53458/wlbf.v1i1.533     ).
- Württembergische Landesbibliothek. In: Bernd Hagenau (Hrsg.): Regionalbibliotheken in Deutschland. Mit einem Ausblick auf Österreich und die Schweiz, Klostermann, Frankfurt am Main 2000 (Zeitschrift für Bibliothekswesen und Bibliographie. Sonderhefte; 78), [364]–372.
- Wilhelm Hoffmann: Nach der Katastrophe / Wilhelm Hoffmann. [Nach der 1946 erschienenen Erstausgabe. neu hrsg. zum 100 Geburtstag des Autors von Hannsjörg Kowark]. Lithos-Verlag, Stuttgart 2001, ISBN 3-88480-029-9.
- Die Bibliothek für Zeitgeschichte in der Württembergischen Landesbibliothek. Stationen einer Integration. In: Thomas Bürger, Ekkehard Henschke (Hrsg.): Bibliotheken führen und entwickeln: Festschrift für Jürgen Hering. K. G. Saur Verlag, München 2002, ISBN 3-598-11616-0.
- Die Württembergische Landesbibliothek. Von Inkunabeln und Bibeln zur Hybridbibliothek. In: Bibliothek. Information. Technologie. Heft 1, 2003. (Online-Version).
- Die neue Württembergische Landesbibliothek – Tradition und Zukunft. In: Axel Halle, Harald Pilzer, Julia Hiller von Gaertringen, Joachim Eberhardt (Hrsg.): Das historische Erbe in der Region. Festschrift für Detlev Hellfaier. Aisthesis Verlag, Bielefeld 2013, ISBN 978-3-89528-880-7, S. 103–112.
- Die Württembergische Landesbibliothek und die Universitätsbibliothek Stuttgart: Beispiel einer Kooperation. In: Konstanze Söllner, Wilfried Sühl-Strohmenger (Hrsg.): Handbuch Hochschulbibliothekssysteme. de Gruyter, Berlin [u. a.] 2014, ISBN  978-3-11-030991-1, S. [315]–323.
- zusammen mit Martina Lüll: Die neue Württembergische Landesbibliothek: das architektonische und bibliothekarische Konzept. In: Vera Trost, Hans-Christian Pust (Hrsg.): 250 Jahre Württembergische Landesbibliothek Carl Eugens Erbe. Württembergische Landesbibliothek, Stuttgart 2015, ISBN  978-3-88282-079-9, S. 126–135.